# Ted Allan
Ted Allan est un scénariste et acteur canadien né le 26 janvier 1916 à Montréal (Québec, Canada), mort le 29 juin 1995 à Toronto (Ontario, Canada).
Conteur naturel, Allan est né Alan Herman et a grandi dans un quartier défavorisé de la rue Saint-Urbain à Montréal. Enfant de la Grande Dépression, dès l'âge de quinze ans il joint le Parti communiste du Canada et commence à travailler en tant que reporter pour le journal communiste The Worker et à dix-sept ans, pour le Daily Clarion de Montréal. Il n'a que dix-huit ans lorsqu'il rencontre le célèbre médecin et fervent communiste Norman Bethune à Montréal. Allan deviendra plus tard son assistant durant la guerre civile espagnole, et l'officier politique et de presse de son unité médicale en Chine, où ils combattent ensemble auprès de Mao Zedong contre Tchang Kaï-chek. Après la mort de Bethune en 1939, Allan rentre en Amérique du Nord et entame ce qui allait devenir une quête de quarante-neuf ans pour porter l'histoire de Bethune au grand écran.
Lorsqu'il se rend en Espagne le 25 juillet 1937, Ted Allan n'a que 21 ans et est le plus jeune membre du bataillon Mackenzie-Papineau, la division canadienne qui soutient la cause républicaine contre les fascistes espagnols. Il est un envoyé spécial de la Federated Press et du journal Clarion de Toronto lors de la bataille de Brunete, lorsqu'un char républicain percute la voiture où il se trouve en compagnie de la photographe Gerda Taro, qui s'était juchée sur le marchepied. Elle meurt le lendemain et lui s'en sort avec un pied cassé,.
Sa pièce la plus célèbre est Double Image, écrite en collaboration avec Roger MacDougall et créée en 1956 par Laurence Olivier et Richard Attenborough au Savoy Theatre de Londres. Elle connaîtra un immense succès en France sous le titre de Gog et Magog, adaptation de Gabriel Arout, mise en scène de François Périer, avec Jacqueline Maillan, François Périer, René Blancard et Teddy Bilis au Théâtre de la Michodière (plus de 1000 représentations).

## Filmographie
Comme scénariste
- 1960 : Lies My Father Told Me (en)
- 1962 : The Webster Boy
- 1975 : Les Mensonges que mon père me contait (Lies My Father Told Me) de Ján Kadár
- 1980 : Deux affreux sur le sable (It Rained All Night the Day I Left)
- 1980 : Falling in Love Again
- 1990 : Bethune: The Making of a Hero

Comme acteur
- 1975 : Les Mensonges que mon père me contait (Lies My Father Told Me) de Ján Kadár : Mr Baumgarten